# Iani Chaos
Iani Chaos est un terrain chaotique de la région d'Ares Vallis sur Mars centré par 2,017° S, 342,15° E. Ce terrain chaotique est soupçonné d'avoir été formé par le retrait d'eau souterraine ou de glace, résultant des inondations à la surface, et la formation d'Ares Vallis.

## Mars Science Laboratory

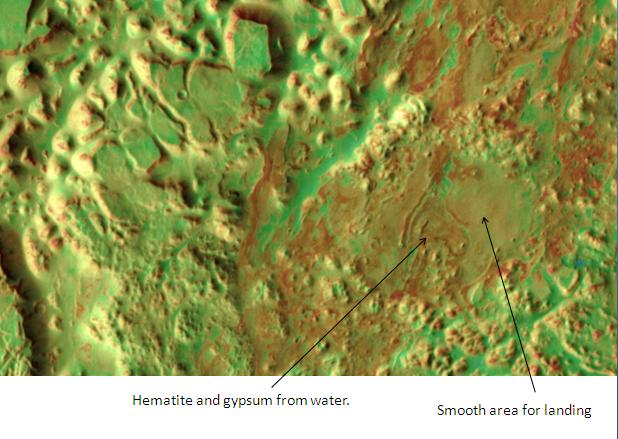
Zone d’atterrissage dans Iani Chaos vue par THEMIS.

Différents sites du quadrangle de Margaritifer Sinus ont été proposés pour accueillir le prochain rover Curiosity de la mission NASA "Mars Science Laboratory". Iani Chaos figurait parmi les 33 meilleurs sites d'atterrissage. L'image ci-contre montre une zone potentielle d'atterrissage au sein du Iani Chaos, où des dépôts d'hématite et de gypse ont été identifiés. Ces minéraux sont généralement formés en présence d'eau.

Pour que l'appareil puisse se poser en toute sécurité, une zone de faible relief, de faible rugosité, et sans trop de rochers, mesurant environ 20 km de diamètre de grand axe (ellipse) est nécessaire. Le but de Mars Science Laboratory fut de chercher, non des traces d'une hypothétique vie martienne mais des preuves que, eusse-t-elle apparue, des conditions environnementales propices à son développement, dites d'habitabilité, ont bien été présentes à une époque dans la zone prospectée, via l'étude des matériaux géologiques en ayant gardé trace ; les missions NASA suivantes auront alors la charge de collecter, puis de ramener des échantillons contenant, pas nécessairement ces restes fossiles de vie, mais au moins des biosignatures, qui ne peuvent que des molécules organiques prébiotiques. Les géologues espèrent ainsi examiner un site où de l'eau a été présente sous forme liquide sur une période de temps conséquente, ainsi que les sédiments déposés au sein d'un ancien plan d'eau.